# Midrash sur les Proverbes
Pour les articles homonymes, voir Proverbe (homonymie).

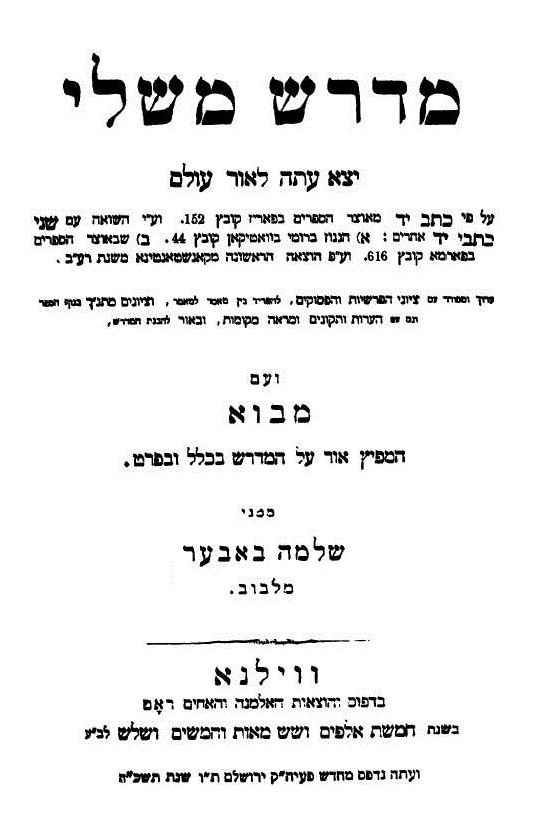
Page de titre d'une édition du Midrash sur les Proverbes.

Le Midrash sur les Proverbes (Midrash Mishlé) est un Midrash "mineur", de composition tardive (XIe siècle ?). Le thème central de ce recueil est qu'il ne suffit pas d’observer les commandements et de faire de bonnes actions, il faut également étudier la Torah et pour cela l’avoir reçue. Or le livre des Proverbes commente les autres livres bibliques. Il est donc un « prototype » de l’étude de la Torah.